# Palgongsan (Norra Jeolla)
Palgongsan är ett berg i Sydkorea.   Det ligger i provinsen Norra Jeolla, i den centrala delen av landet, 220 km söder om huvudstaden Seoul. Toppen på Palgongsan är 1 151 meter över havet, eller 617 meter över den omgivande terrängen. Bredden vid basen är 30 km.
Terrängen runt Palgongsan är huvudsakligen kuperad. Runt Palgongsan är det ganska glesbefolkat, med 47 invånare per kvadratkilometer. I omgivningarna runt Palgongsan växer i huvudsak blandskog.